# Pelekium pygmaeum
Pelekium pygmaeum är en bladmossart som beskrevs av Andries Touw 2001. Pelekium pygmaeum ingår i släktet Pelekium och familjen Thuidiaceae. Inga underarter finns listade i Catalogue of Life.